# Litsea chengshuzhii
Litsea chengshuzhii H.B. Cui – gatunek rośliny z rodziny wawrzynowatych (Lauraceae Juss.). Występuje naturalnie w południowych Chinach – w południowo-wschodniej części Tybetu. 

## Morfologia
PokrójZimozielone drzewo dorastające do 10 m wysokości. Młode pędy są lekko owłosione.
LiścieNaprzemianległe. Mają eliptyczny kształt. Mierzą 10–26 cm długości oraz 5–13 cm szerokości. Młode liście od spodu są owłosione i mają białą barwę. Nasada liścia jest klinowa. Blaszka liściowa jest o spiczastym wierzchołku. Ogonek liściowy jest nagi i dorasta do 15–20 mm długości.
KwiatySą niepozorne, jednopłciowe, zebrane po 6 w baldachy, rozwijają się w kątach pędów. Okwiat jest zbudowany z 6 nagich listków o eliptycznym kształcie i żółtej barwie. Kwiaty męskie mają 12 pręcików.

## Biologia i ekologia
Roślina dwupienna. Rośnie w wiecznie zielonych lasach. Występuje na wysokości do 1000 m n.p.m.